# Автодорога A11 (Латвия)
А11 — государственная автомобильная дорога высшей категории в Латвии, проходящая по маршруту Лиепая — Литовско-латвийская граница (Руцава). Является частью Европейских коммуникационных сетей (TEN-T).
Общая протяжённость дороги составляет 58,9 км. Среднесуточный объём движения (AADT) составил в 2020 году 2832 автомобиля в сутки. Дорога имеет асфальтобетонное покрытие. Текущее ограничение скорости составляет 90 км/ч.
На своём протяжении дорога A11 проходит через следующие населённые пункты: Ница, Руцава. Пересекает дорогу P113 у Руцавы.